# Devarodes
Devarodes is een geslacht van vlinders van de familie spanners (Geometridae), uit de onderfamilie Ennominae.

## Soorten
- D. albifascia Warren, 1905
- D. amoena Dognin, 1903
- D. bicolorata Druce, 1907
- D. bubona Druce, 1885
- D. bupaloides Walker, 1854
- D. cressida Druce, 1907
- D. charisia Druce, 1893
- D. emplociaria Snellen, 1874
- D. interlineata Prout, 1910
- D. phyleis Druce, 1885
- D. pizarra Dognin, 1893
- D. semialbata Warren, 1904
- D. semidolens Druce, 1903
- D. subfenestrata Prout, 1910
- D. subvaria Walker, 1854
- D. vestigiata Warren, 1904
- D. xeron Dognin, 1921